# Borut Božič (sciatore)
Borut Božič (26 novembre 2000) è un ex sciatore alpino sloveno.

## Biografia
Attivo in gare FIS dal dicembre del 2016, Božič ha esordito in Coppa Europa il 26 febbraio 2018 a Sankt Moritz in slalom gigante e in Coppa del Mondo il 3 marzo successivo a Kranjska Gora nella medesima specialità, in entrambi i casi senza completare la prova. Il 10 marzo 2019 ha preso per l'ultima volta il via in Coppa del Mondo, a Kranjska Gora in slalom speciale senza completare la prova (non ha portato a termine nessuna delle tre gare nel massimo circuito cui ha preso parte), e il giorno successivo ha ottenuto nella medesima località in slalom gigante il miglior piazzamento in Coppa Europa (44º), circuito nel quale ha preso per l'ultima volta il via il 9 febbraio 2020 a Berchtesgaden in slalom speciale senza completare la prova. Si è ritirato al termine di quella stessa stagione 2019-2020 e la sua ultima gara è stata il supergigante dei Mondiali juniores di Narvik 2020, disputato l'8 marzo e chiuso da Božič al 34º posto; non ha preso parte a rassegne olimpiche o iridate.

## Palmarès

### Campionati sloveni
- 2 medaglie:
  - 2 bronzi (combinata nel 2018; slalom speciale nel 2019)